# Корестхой
Корестхой (чечен. Керистие) — покинутый аул в Итум-Калинском районе Чеченской Республики.

## География
Расположен на правом берегу реки Кериго, к юго-западу от районного центра Итум-Кали.
Ближайшие развалины бывших аулов: на севере — бывшие аулы Целахой и Люнки, на северо-востоке — бывший аул Шаккалой и село Ведучи на северо-западе — бывший аул Сакенхой, на юго-востоке — бывший аул Омечу, на юго-западе — бывший аул Чамги.